# Vuissens
Vuissens är en ort och tidigare kommun i distriktet Broye i kantonen Fribourg, Schweiz. Sedan 1 januari 2017 är orten en del av kommunen Estavayer.
Vuissens ligger i en exklav och är helt omgiven av kantonen Vaud.